# 黑奈韋西

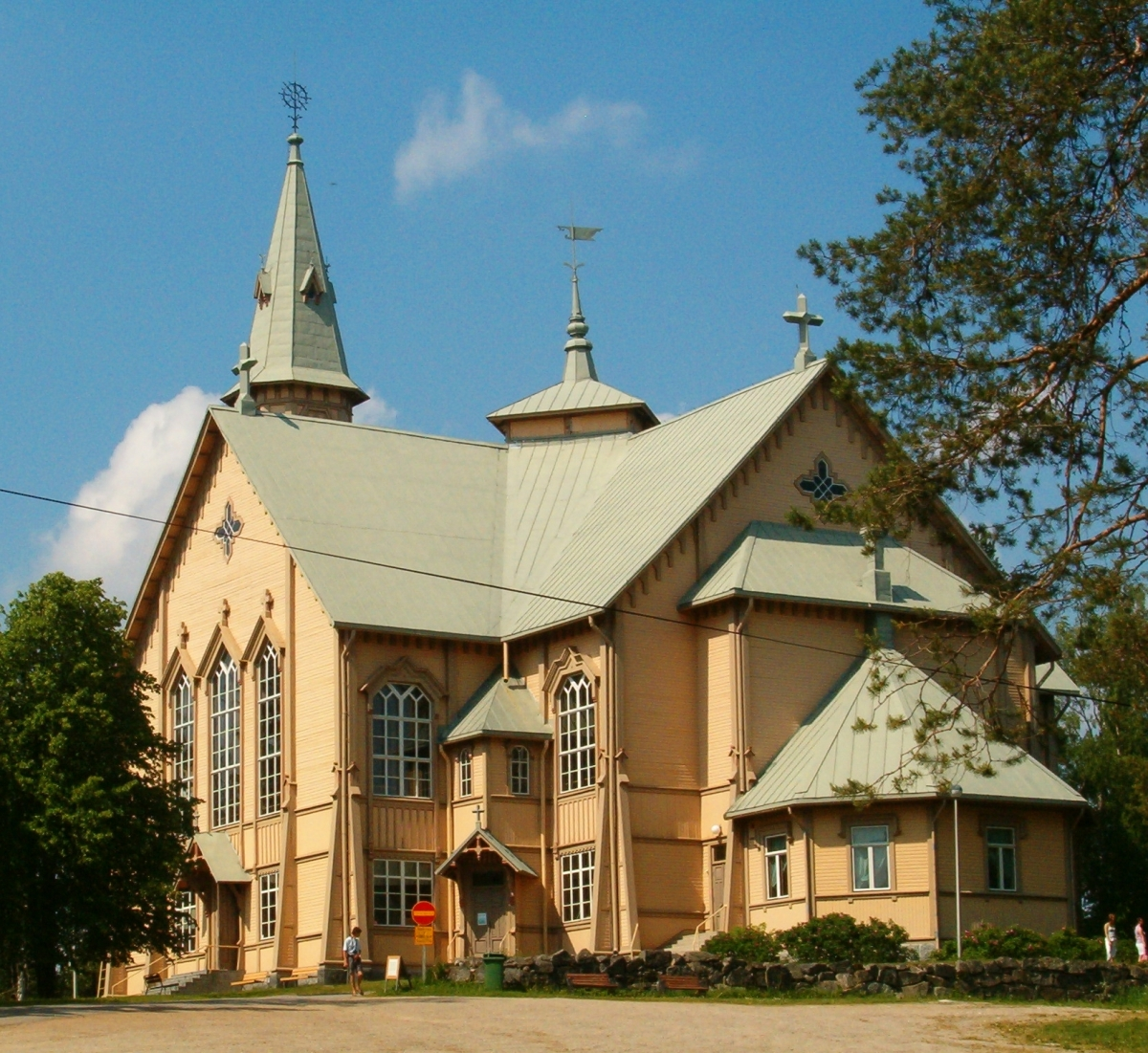
黑奈韦西教堂

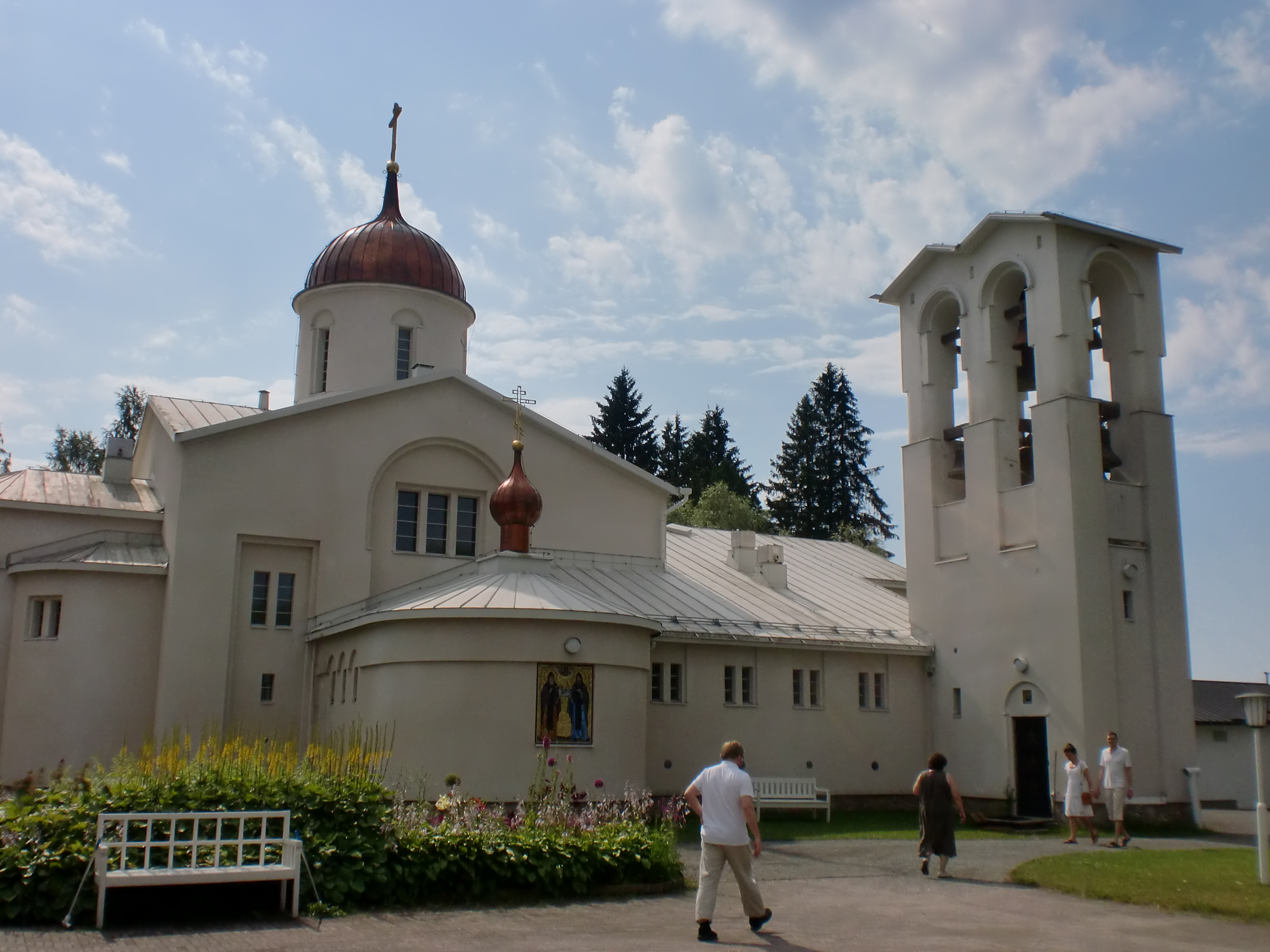
瓦拉莫修道院

黑奈韋西（芬蘭語：Heinävesi）是芬蘭北卡累利阿区的市鎮，位於該國東南部，始建於1869年，面積1,319平方公里，最高點海拔高度166米，2013年人口3,746，人口密度為每平方公里3.64人。

## 历史
黑奈韦西原属南萨沃尼亚区，2021年1月1日起加入北卡累利阿区。

## 外部連結
- 黑奈韋西市镇官方网站 （文）